# Classement des étapes volantes du Tour d'Espagne
 (août 2025).
Si vous disposez d'ouvrages ou d'articles de référence ou si vous connaissez des sites web de qualité traitant du thème abordé ici, merci de compléter l'article en donnant les références utiles à sa vérifiabilité et en les liant à la section « Notes et références ».
Le classement des étapes volantes du Tour d'Espagne était l'un des classements annexes de la course à étapes le Tour d'Espagne. Il fut disputé de 1958 à 2001, année de sa disparition. Sauf quelques exceptions, le leader de ce classement se distinguait par le port du maillot rouge.

## Palmarès

### Palmarès par année
| Année | Coureur                     | Equipe                    | Points | Autres maillots        |
| ----- | --------------------------- | ------------------------- | ------ | ---------------------- |
| 1958  | Vicente Iturat              | Peña Solera-Ignis         | 15     | -                      |
| 1959  | Vicente Iturat              | Licor 43                  | 12     | -                      |
| 1960  | Vicente Iturat              | Ferrys                    | 19     | -                      |
| 1961  | Vicente Iturat              | Catigene                  | 20     | -                      |
| 1962  | José Segú                   | Kas                       | 25     | -                      |
| 1963  | José Segú                   | Faema                     | 19     | -                      |
| 1964  | Antonio Bertrán             | Ferrys                    | 22     | -                      |
| 1965  | José Segú                   | Tedi                      | 22     | -                      |
| 1966  | Domingo Perurena            | Fagor                     | 20     | -                      |
| 1967  | José Manuel López Rodríguez | Fagor                     | 19     | -                      |
| 1968  | Carlos Echeverría           | Kas                       | 10     | -                      |
| 1969  | Juan María Uribezubia       | Karpy                     | 13     | -                      |
| 1970  | Miguel María Lasa           | La Casera-Peña Bahamontes | 9      | -                      |
| 1971  | Cyrille Guimard             | Fagor-Mercier             | 23     | Points Combiné         |
| 1972  | Ventura Díaz                | Werner                    | 10     | -                      |
| 1973  | Eddy Merckx                 | Molteni                   | 26     | Général Points Combiné |
| 1974  | Javier Elorriaga            | Kas-Kaskol                | 48     | -                      |
| 1975  | Fernando Mendes             | Sport Lisboa e Benfica    | 32     | -                      |
| 1976  | Daniel Verplancke           | Flandria-Velda            | 34     | -                      |
| 1977  | Freddy Maertens             | Flandria-Velda            | 15     | Général Points         |
| 1978  | Bernard Hinault             | Renault-Gitane            | 31     | General                |
| 1979  | Roger De Cnijf              | Boule d'Or-Lano           | 63     | -                      |
| 1980  | Sean Kelly                  | Splendor-Admiral          | 43     | Points                 |
| 1981  | Hugues Grondin              | Hueso-Manzaneque          | 43     | -                      |
| 1982  | Benny Schepmans             | Maufroy-Moser             | 34     | -                      |
| 1983  | Sabino Angoitia             | Hueso                     | 27     | -                      |
| 1984  | Jozef Lieckens              | Safir-Van de Ven          | 39     | -                      |
| 1985  | Ronny Van Holen             | Safir-Van de Ven          | 43     | -                      |
| 1986  | Benny Van Brabant           | Dormilón                  | 31     | -                      |
| 1987  | Miguel Ángel Iglesias       | Colchón CR                | 31     | -                      |
| 1988  | Miguel Ángel Iglesias       | Helios CR                 | 19     | -                      |
| 1989  | Miguel Ángel Iglesias       | Helios CR                 | 40     | -                      |
| 1990  | Miguel Ángel Iglesias       | Puertas Mavisa            | 28     | -                      |
| 1991  | Miguel Ángel Iglesias       | Puertas Mavisa            | 18     | -                      |
| 1992  | Antonio Esparza             | Wigarma                   | 32     | -                      |
| 1993  | Hendrik Redant              | Collstrop-Assur Carpets   | 26     | -                      |
| 1994  | Mauro Radaelli              | Brescialat                | 44     | -                      |
| 1995  | Steffen Wesemann            | Team Telekom              | 42     | -                      |
| 1996  | Jürgen Werner               | Team Telekom              | 50     | -                      |
| 1997  | Mauro Radaelli              | Aki-Safi                  | 39     | -                      |
| 1998  | Giancarlo Raimondi          | Brescialat–Oyster         | 53     | -                      |
| 1999  | Robert Hunter               | Lampre-Daikin             | 54     | -                      |
| 2000  | Gianni Faresin              | Mapei-Quick Step          | 40     | -                      |
| 2001  | César García Calvo          | Relax-Fuenlabrada         | 40     | -                      |

### Palmarès par nations
| # | Pays           | Nombre de victoires | Nombre de vainqueurs différents | Dernière victoire         |
| - | -------------- | ------------------- | ------------------------------- | ------------------------- |
| 1 | Espagne        | 23                  | 14                              | César García Calvo (2001) |
| 2 | Belgique       | 8                   | 8                               | Hendrik Redant (1993)     |
| 3 | Italie         | 4                   | 3                               | Gianni Faresin (2000)     |
| 4 | France         | 3                   | 3                               | Hugues Grondin (1981)     |
| 5 | Allemagne      | 2                   | 2                               | Jürgen Werner (1996)      |
| 6 | Afrique du Sud | 1                   | 1                               | Robert Hunter (1999)      |
| 6 | Irlande        | 1                   | 1                               | Sean Kelly (1980)         |
| 6 | Pays-Bas       | 1                   | 1                               | Ronny Van Holen (1985)    |
| 6 | Portugal       | 1                   | 1                               | Fernando Mendes (1975)    |

### Palmarès par coureurs
| Pl | Vainqueurs            | Pays    | Nombre de victoires | Années                       |
| -- | --------------------- | ------- | ------------------- | ---------------------------- |
| 1  | Miguel Ángel Iglesias | Espagne | 5                   | 1987, 1988, 1989, 1990, 1991 |
| 2  | Vicente Iturat        | Espagne | 4                   | 1958, 1959, 1960, 1961       |
| 3  | José Segú             | Espagne | 3                   | 1962, 1963, 1965             |
| 4  | Mauro Radaelli        | Italie  | 2                   | 1994, 1997                   |